# Intercommunalités de France
Intercommunalités de France est une association de collectivités locales française créée en 1989, à l'initiative de Marc Censi (maire de Rodez), dont les missions sont la promotion de la coopération intercommunale, l'appui juridique et technique aux intercommunalités, la conduite et la publication d'études sur le fait intercommunal en France, ainsi que d'être la représentation des élus intercommunaux dans le débat public et auprès des institutions nationales.
Elle regroupait à l'origine les seuls districts issus de la loi de 1959 et s'appelait à l'époque Assemblée des districts de France (ADF). Avec l'apparition des communautés de communes en 1992 et des communautés d'agglomération en 1999, elle s'est transformée en Assemblée des communautés de France (AdCF). Elle représente aujourd'hui l'ensemble des catégories d'intercommunalités à fiscalité propre (communautés de communes, communautés d'agglomération, communautés urbaines, métropoles, établissements publics territoriaux du Grand Paris). En 2021, l'association a été renommée Intercommunalités de France.
Intercommunalités de France compte parmi ses adhérents, en 2024, près de 1 000 intercommunalités sur les 1 254 recensées en France.
Elle est présidée par Sébastien Martin, président de la communauté d'agglomération du Grand Chalon.

## Les missions et initiatives d'Intercommunalités de France

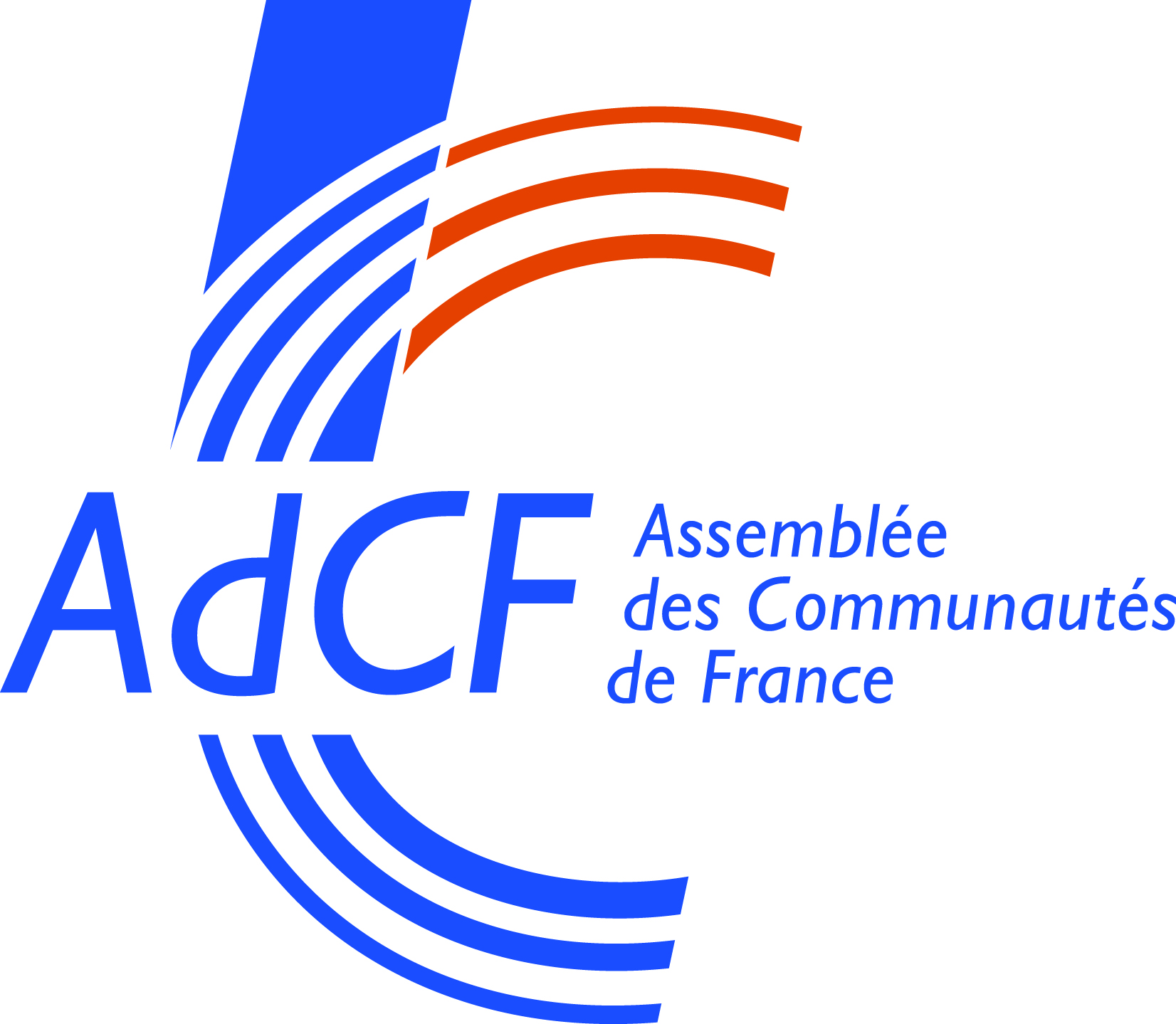
Logo de l'AdCF jusqu'en 2020.

L'association assure plusieurs missions fixées dans ses statuts : elle assure la représentation des intercommunalités auprès des pouvoirs publics nationaux (gouvernement, Parlement, agences nationales…), participe aux débats sur les évolutions de notre organisation territoriale et des politiques publiques décentralisées, développe une expertise spécifique au service de ses adhérents. Elle anime un observatoire de l'intercommunalité et publie une dizaine d'études par an. Elle édite un mensuel (Intercommunalités), tiré à 8 000 exemplaires, et une lettre électronique hebdomadaire (Interco Direct) adressée à 7 000 destinataires. Elle s'est dotée à partir de 2015 de délégations régionales pour coordonner la représentation des communautés auprès des autorités régionales (conseils régionaux, préfectures de région, agences régionales de santé, CESER).
Elle est animée par un bureau exécutif et un conseil d'administration composé de 40 présidents d'intercommunalités issus de toutes les régions françaises. Ses statuts imposent un strict respect du pluralisme politique et de la diversité géographique au sein de ses instances nationales. Dans un souci d'indépendance, le financement d'INtercommunalités de France repose à plus de 90 % sur les cotisations de ses adhérents.
L'association s'appuie sur une équipe technique permanente composée en 2024 de 27 salariés.
Intercommunalités de France a participé aux débats successifs sur les différentes réformes territoriales en produisant plusieurs documents : le Livre blanc de l'intercommunalité (2007), les 40 propositions remises au comité sur la réforme des collectivités présidé par Édouard Balladur (2009), les « Propositions pour une nouvelle gouvernance des territoires et des politiques publiques » remises en juillet 2012 au Premier ministre Jean-Marc Ayrault. Elle a également pris part à des chantiers législatifs importants tels que la réforme de la taxe professionnelle, le Grenelle de l'environnement, les lois MAPTAM et NOTRe…
En juillet 2019, Intercommunalités de France remet à Jacqueline Gourault, ministre de la Cohésion des territoires et des Relations avec les collectivités, son document Nouvel acte de décentralisation Analyses et propositions des intercommunalités de France. Elle représente les intercommunalités au sein de divers conseils nationaux (comité des finances locales, conseil national de la transition écologique…), de conseils d'administration d'agences et établissements publics nationaux (ANRU, ANAH, CEREMA…) et observatoires.
À l'occasion des trente ans de l'association et des vingt ans de lois territoriales, Intercommunalités de France a publié le 19 juin 2019, un rapport sur « l'intercommunalité au cœur de notre organisation territoriale 1999/2019 ».
L'association a accompagné depuis 2011 les fortes évolutions de la carte intercommunale et son extension à la France entière, à travers les schémas départementaux de coopération intercommunale (SDCI) de première génération prévus par la loi de réforme des collectivités territoriales du 16 décembre 2010. La seconde génération de SDCI, adoptés en mars 2016 à la suite de la loi NOTRe du 7 août 2015, se traduit par 450 projets de fusion d'intercommunalités et la réduction de leur nombre d'environ 40 % au 1er janvier 2017. Un programme d'accompagnement spécifique a été mis en place par l'AdCF en direction des intercommunalités concernées.
Au cours du mandat 2014-2020, Intercommunalités de France a fait du renforcement des compétences intercommunales en matière d'urbanisme et de développement économique l'une de ses priorités. Elle a engagé, à la suite de la loi ALUR, une campagne de promotion du plan local d'urbanisme intercommunal (PLU-I) auprès de ses adhérents. 663 intercommunalités compétentes en matière de PLU étaient recensées en mars 2022.
Intercommunalités de France a proposé lors de sa convention nationale de Lille, en octobre 2014, un pacte territoires-entreprises pour le développement économique, la croissance et l'emploi. Ce pacte a été présenté aux grands réseaux de chefs d'entreprises, d'organismes consulaires et de partenaires sociaux. L'AdCF accompagne en 2016 les transferts de compétences aux intercommunalités prévus par la loi NOTRe en matière de développement économique, de tourisme et de politique locale du commerce.
En 2022, l'association a publié un manifeste de propositions pour la mandatures 2022-2027 portant sur les relations entre État et collectivités, le développement économique, la transition écologique et la cohésion sociale et territoriale.

## Instances nationales
Sébastien Martin, président d'Intercommunalités de France et de la communauté d'agglomération du Grand Chalon, a été élu le 5 novembre 2020. Il succède à Jean-Luc Rigaut, ancien maire et président du Grand Annecy, Charles-Éric Lemaignen, président de la communauté d'agglomération Orléans Val de Loire, président d'octobre 2014 à octobre 2017, ayant lui-même succédé à Daniel Delaveau, président de la communauté d’agglomération de Rennes Métropole, président d'octobre 2008 à octobre 2014.
Le conseil d'administration d'Intercommunalités de France se compose de 50 membres, dont 25 constituent le bureau exécutif de l'association.

## Siège
Intercommunalités de France a emménagé en mai 2012 au 22 rue Joubert à Paris 9e, dans les mêmes locaux que le Groupement des autorités responsables de transport (GART), France urbaine, la Fédération nationale des agences d'urbanisme (FNAU), au sein du "GIE Joubert".